# Teoria del campo unificato
La teoria del campo unificato ideata per la prima volta da  Albert Einstein, si fonda sull'ipotesi  che due forze, che possono sembrare diverse fra loro, in realtà sono la stessa.
Quello che si pensa essere il motivo per cui le due ipotetiche forze appaiano diverse quando in realtà sono uguali, è la limitazione data dalla bassa temperatura, in quanto se viene provocata una collisione tra due particelle diverse a velocità molto elevate, si creerà un'altissima temperatura fra di esse comportandone l'unione.
Ciò porta ad una teoria: la bassa temperatura è la causa per cui attualmente, in fisica, si possono evidenziare quattro forze distinte fra loro.
Come detto in precedenza, se venissero fatte collidere due forze apparentemente diverse, l'unione sarebbe progressiva in base all'aumento delle temperature e delle energie, infatti inizialmente la forza debole e la forza elettromagnetica si unirebbero nel collisore (la forza risultante è chiamata anche elettrodebole), mentre la terza unificazione avverrebbe tra la forza elettrodebole e la forza forte.
Attualmente, la formazione dell'interazione elettrodebole è stata verificata e testata negli acceleratori di particelle di tutto il mondo, mentre gli scienziati stanno ancora lavorando per rendere possibile l'unione dell'interazione elettrodebole con l'interazione forte.